# Paragryllus tricaudatus
Paragryllus tricaudatus är en insektsart som först beskrevs av Leon Fairmaire 1858.  Paragryllus tricaudatus ingår i släktet Paragryllus och familjen syrsor. Inga underarter finns listade i Catalogue of Life.